# Chelipoda tribulosus
Chelipoda tribulosus är en tvåvingeart som beskrevs av Yang, Yang och Hu 2002. Chelipoda tribulosus ingår i släktet Chelipoda och familjen dansflugor. Inga underarter finns listade i Catalogue of Life.